# Komet (Fluchtnetzwerk)

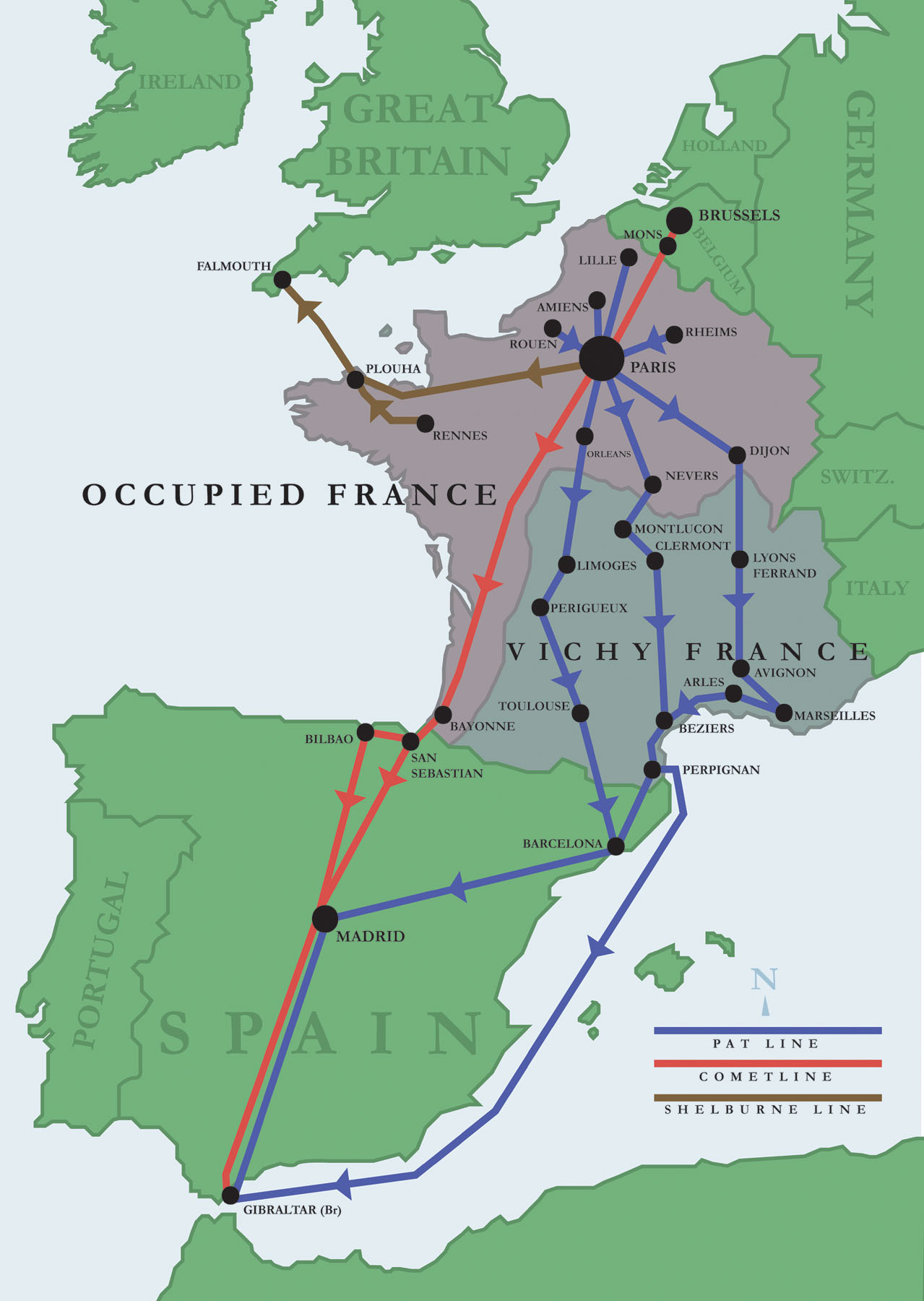
Routen des Fluchtnetzwerks Komet (rot)

Réseau Comète (dt. etwa: Netzwerk Komet) ist der Name eines Netzwerks der belgischen und französischen Résistance im Zweiten Weltkrieg, das alliierten Soldaten – insbesondere Angehörigen der Luftwaffe – half, aus den von deutschen Truppen besetzten Gebieten nach Großbritannien zurückzukehren.

## Entstehung, Funktionsweise und Wirkung

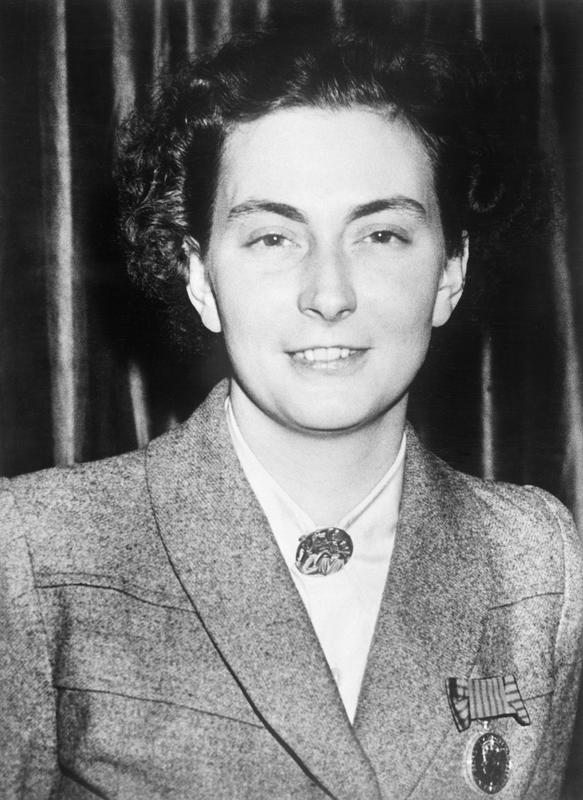
Andrée de Jongh anlässlich einer Ordensverleihung im Jahr 1946

Das ausgedehnte Fluchtnetzwerk, das später als Réseau Comète bezeichnet wurde, ist 1940 von einer zu diesem Zeitpunkt erst vierundzwanzigjährigen Belgierin gegründet worden, die sich dem Widerstand ihres Landes gegen die deutschen Besatzer angeschlossen hatte. Andrée de Jongh, genannt Dédée, arbeitete zu dieser Zeit als Krankenschwester in Brüssel.
De Jonghs Entschluss zum Widerstand durch Fluchthilfe war durch ein Idol ihrer Jugend inspiriert: Die britische Krankenschwester Edith Cavell half zu Beginn des Ersten Weltkrieges alliierten Soldaten, vom besetzten Belgien in die neutralen Niederlande zu entkommen. Cavell wurde deshalb 1915 in Schaerbeek von den deutschen Besatzern erschossen.
Viele der von den Fluchthelfern betreuten Soldaten wurden in Brüssel neu eingekleidet, mit falschen Ausweispapieren versorgt, und danach bis zu ihrer Abreise versteckt. Das Netzwerk hatte mehrere Routen aufgebaut, über welche dann die Flüchtlinge geleitet wurden. Eine der typischen Strecken führte von Brüssel oder Lille nach Paris und dann via Tours, Bordeaux und Bayonne über die Pyrenäen nach San Sebastián ins neutrale Spanien. Von dort reisten die Flüchtlinge nach Bilbao, Madrid und schließlich Gibraltar. Daneben gab es drei weitere wichtige Routen: Eine sog. Pat Line (nach ihrem Gründer Albert Guérisse alias Pat O’Leary) führte von Paris nach Toulouse, via Limoges und dann über die Pyrenäen und Esterri d'Aneu nach Barcelona. Eine zusätzliche Pat Line ging von Paris nach Dijon, Lyon, Avignon, Marseille, dann nach Nîmes, Perpignan und Barcelona; von dort wurden die Flüchtlinge nach Gibraltar geleitet. Die dritte Strecke – die Shelbourne Line – führte nordwärts: von Paris nach Rennes und Saint-Brieuc in der Bretagne, von wo die Männer nach Dartmouth an der britischen Küste übersetzten.
De Jongh arbeitete seit August 1941 mit Angehörigen des britischen Militärgeheimdienstes MI9 zusammen, die zum Teil in Spanien stationiert waren; die „Betreuer“ des Netzwerkes waren Airey Neave, Major Norman Crockatt und Leutnant James Langley.
Wer Fluchthilfe leistete, setzte dadurch sein Leben aufs Spiel und riskierte Repressalien für die eigene Familie. Ab November 1942 wurde die Tätigkeit des Netzwerkes noch gefährlicher, da nun auch Südfrankreich von den Deutschen besetzt war und somit das ganze Land direkt unter der Herrschaft der Besatzer stand. Viele Mitglieder des Netzwerkes wurden verraten; Hunderte wurden durch die Geheime Feldpolizei und die Abwehr verhaftet, um nach Wochen von Verhören und Folterungen, zum Beispiel im Gefängnis von Fresnes bei 
Paris, hingerichtet oder zu Häftlingen gemäß Nacht-und-Nebel-Erlass erklärt zu werden. Diese Häftlinge wurden in deutsche Gefängnisse gebracht, später auch in Konzentrationslager wie etwa das KZ Ravensbrück für die Frauen, sowie Mauthausen-Gusen, Buchenwald, oder Flossenbürg. Andrée de Jongh und zahlreiche weitere Mitglieder des Netzwerkes wurden in diese Lager geschickt; viele von ihnen starben an den Misshandlungen und Entbehrungen, die sie dort erlitten.
Allein durch das Réseau Comète konnten ca. 800 Soldaten gerettet werden. Nach Schätzungen haben insgesamt 2.373 Soldaten aus Großbritannien und dem Commonwealth sowie 2.700 Amerikaner mit Hilfe solcher Fluchtnetzwerke während des Zweiten Weltkrieges die britischen Inseln erreicht. Die RAF Escaping Society geht für das Jahr 1945 von insgesamt ca. 14.000 Fluchthelfern aus.

## Bedeutende Mitglieder
- Andrée de Jongh, (Deckname Dédée): Gründerin und Leiterin des Fluchtnetzwerkes. Sie wurde am 15. Januar 1943 verhaftet, überlebte aber mehrere Lager. De Jongh wurde für ihre Verdienste vielfach ausgezeichnet.
- Frédéric de Jongh, (Deckname Paul): Vater von Andrée de Jongh. Er wurde am 7. Juni 1943 festgenommen und am 28. März 1944 hingerichtet.
- Monique de Bissy: Sie wurde im März 1944 festgenommen und im September 1944 befreit.
- Baron Jean Greindl, (Deckname Nemo): Leiter des Brüsseler Netzes. Er wurde am 6. Februar 1943 verhaftet und am 7. September 1943 getötet.
- Elvire de Greef, (Deckname Tante Go). Zuständig für Südfrankreich; konnte der Verhaftung entgehen und überlebte. Sie wurde mit der britischen George Medal ausgezeichnet.
- Jean-François Nothomb, (Deckname Franco). Nachfolger von de Jongh in Frankreich; am 18. Januar 1944 festgenommen; Überlebender mehrerer Konzentrationslager; ausgezeichnet mit dem Distinguished Service Order.
- Graf Jacques Le Grelle (Deckname Jérôme): Zuständig für Paris und das Umland; stellte die Verbindung des belgischen Teiles des Netzwerks mit dem südfranzösischen Abschnitt dar. Er wurde verhaftet, gefoltert, in Konzentrationslager gebracht, und überlebte. Auszeichnung: die George Medal.
- Graf Antoine d’Ursel (Deckname Jacques Cartier): Nachfolger von Baron Jean Greindl in Brüssel. Er starb beim Überqueren der französisch-spanischen Grenze am 24. Dezember 1943.
- Micheline Dumon (Deckname Michou), konnte der Verhaftung entgehen; mit der George Medal ausgezeichnet.
- Ninette Hélène Jeanty, sie versteckte für das Netzwerk einen abgeschossenen britischen Piloten bei Brüssel, ihr Mann Paul wurde deshalb von den Deutschen hingerichtet, sie selbst überlebte und wurde nach 1945 aktiv in Sachen internationale Versöhnung und Pazifismus.

Hauptartikel: Liste der Mitglieder des Réseau Comete

## Literarische und dramaturgische Darstellungen
- Airey Neave: The Little Cyclone. Hodder & Stoughton, 1986
- Airey Neave: Saturday at M.I.9. The Classic Account of the WW2 Allied Escape Organisation. Leo Cooper ISBN 1-84415-038-0
- John Nichol (Offizier der britischen Luftwaffe), Tony Rennel: Home Run - Escape from Nazi Europe. Penguin 2007, ISBN 0-14-190123-3
- James M. Langley, M. R. D. Foot: MI9 - Escape & Evasion 1939-1945. Bodley Head 1979, ISBN 0-370-30086-6
- Sherri Greene Ottis: Silent Heroes: Downed Airmen and the French Underground 2001. University Press of Kentucky 2009, ISBN 0-8131-9333-8
- Major A. S. B. Arkwright: Return Journey - Escape from Oflag VI B. Seeley Service, London 1948[3]
- Kristin Hannah: The Nightingale. St. Martin’s Press, 2015
- Riding the Comet. Theaterstück von Mark Violi
- Secret Army. BBC-Fernsehserie 1977–1979